# Parascopioricus reductus
Parascopioricus reductus är en insektsart som beskrevs av Max Beier 1962. Parascopioricus reductus ingår i släktet Parascopioricus och familjen vårtbitare. Inga underarter finns listade i Catalogue of Life.